# East Kilbride Pirates
East Kilbride Pirates (español: Piratas de East Kilbride) es un equipo de fútbol americano de East Kilbride, Escocia (Reino Unido). 
Compite en la División 1 de la BAFACL (Ligas Comunitarias de la BAFA), la segunda división de la competición más importante de este deporte en el Reino Unido.

## Historia
El equipo fue fundado en 1985. En 1986 absorbieron a Rutherglen Ironhogs, con lo que ganaron potencial deportivo y comenzaron a competir en la liga británica.
En 2001 y 2003 disputaron el BritBowl, perdiendo en ambas ocasiones ante London Olympians.